# HC Inter Herstal
L'Handball Club Inter Herstal è una squadra di pallamano maschile belga, con sede a Herstal.

## Palmarès

### Trofei nazionali
- Campionato belga: 1
  - 1970-71.
- Coppa del Belgio: 1
  - 1966-67.